# Rick Owens
Rick Owens (* 18. listopadu 1962 Porterville) je americký módní návrhář. Módní návrhářství studoval na Otis College of Art and Design v Los Angeles, odkud brzy odešel a začal docházet na kurzy na Los Angeles Trade-Technical College. Brzy začal v oděvním průmyslu pracovat a v roce 1994 založil svou vlastní značku. Je bisexuál. Jeho manželkou je Michele Lamy. Řadu let žije v Paříži. Získal také několik ocenění.